# Дерикотковци
Дерикотковци (Дирикотковци) е махала в община Елена, област Велико Търново, присъединена към село Средни колиби през 1939 година.
Разположена е в западния край на сегашното село Средни колоби, Еленско, на завоя на Републикански път III-551. Според преброяването от 1934 година има 125 жители в 27 домакинства.